# San H25B
San H25B – autobus miejski produkowany w latach 1961–1967 przez polską firmę SFA. Pojazd był kontynuacją autobusu San H01B.

## Historia modelu
W 1961 roku podczas Międzynarodowych Targów Poznańskich po raz pierwszy zaprezentowany został San H25B. Był to zmodernizowany model San H01B. W pojeździe tym zastosowano podzespoły mechaniczne z samochodu ciężarowego Star 25, przede wszystkim 6-cylindrowy, rzędowy silnik benzynowy typu S472 o mocy podwyższonej do 69,8 kW (95 KM). W układzie jezdnym wprowadzono wzmocnioną oś przednią oraz wzmocnione resory tylne. W układzie hamulcowym zastosowano pneumatyczne wspomaganie nadciśnieniowe oraz dwie pompy hamulcowe, umożliwiające zatrzymanie pojazdu w przypadku awarii jednej z nich. Nadwozie autobusu „San H25B” wyróżniało się całkowicie zmienionym wyglądem ściany przedniej. Trzy oddzielne szyby przednie zostały zastąpione dwoma większymi giętymi szybami. Poszerzono o 40 mm otwory drzwiowe, wzmocnieniu uległa struktura nośna nadwozia. Do ogrzewania wnętrza służyła nowo wprowadzona nagrzewnica typu Sirocco.
W połowie 1964 roku nastąpiła kolejna modernizacja autobusów San. Do produkcji wszedł model miejski San H27B i jego odmiana międzymiastowa San H27A. Oba modele miejskie były produkowane równolegle i zastąpione w 1967 roku modelem San H100.

## Cechy użytkowe
Pojawienie się silnika S472 o zwiększonej mocy w stosunku do bazowego S42 dało konstruktorom z Sanoka możliwość zastosowania tej udoskonalonej jednostki napędowej w autobusie San H25, który nie był konstrukcją nową, a stanowił rozwinięcie i unowocześnienie modelu H01. Niewystarczającą trwałość nadwozi poprzednika San H01B ograniczono licznymi wzmocnieniami konstrukcji. Zaowocowało to wzrostem masy własnej o 650 kg, co zniweczyło szanse na poprawę dynamiki jazdy, szczególnie w ruchu miejskim.
W założeniach konstrukcyjnych uwzględniono oszczędniejszy silnik wysokoprężny. Odmiana międzymiastowa otrzymała prototypowy silnik S53, który był konstrukcją niedopracowaną. Miał bardzo utrudnione rozruchy (świece żarowe umieszczone w kanale dolotowym nie spełniały swej roli), wcześnie wchodził w obszar dymienia, przez co jego właściwości eksploatacyjne były niezadowalające. Z tego też względu następca, San H100 był konstruowany do zastosowania w nim kolejnego silnika wysokoprężnego dość udanego S530 – jak w ciężarowym Star 28.
Poprawiono warunki pracy kierowcy poprzez urządzenia wspomagające pracę, w tym szczególnie wspomaganie układu hamulcowego. Poprawiono widoczność z miejsca kierowcy. Większe było bezpieczeństwo eksploatacji z uwagi na dwuobwodowy układ hamulcowy. Nadwozie nie było tak awaryjne (pękające) jak H01.
Przełożenia  skrzyni biegów
I – 6.14
II – 3.18
III – 1.68
IV – 1.0
V – 0.78
W – 6.02
Prędkość maksymalna 80 km/h